# 埃乌
埃乌（法語：Eoux）是法国上加龙省的一个市镇，属于圣戈当区（Saint-Gaudens）奥里尼亚克县（Aurignac）。该市镇总面积9.17平方公里，2009年时的人口为116人。

## 人口
埃乌人口变化图示